# Detlev Rohwedder

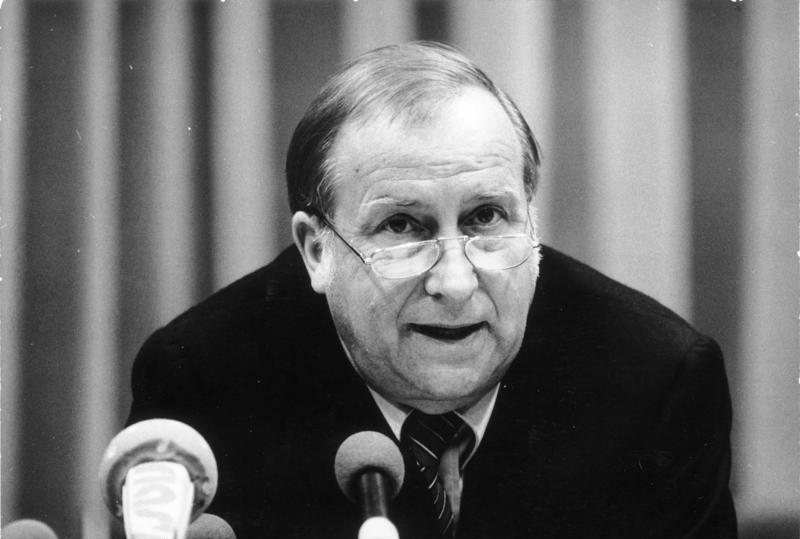
Detlev Rohwedder (1990)

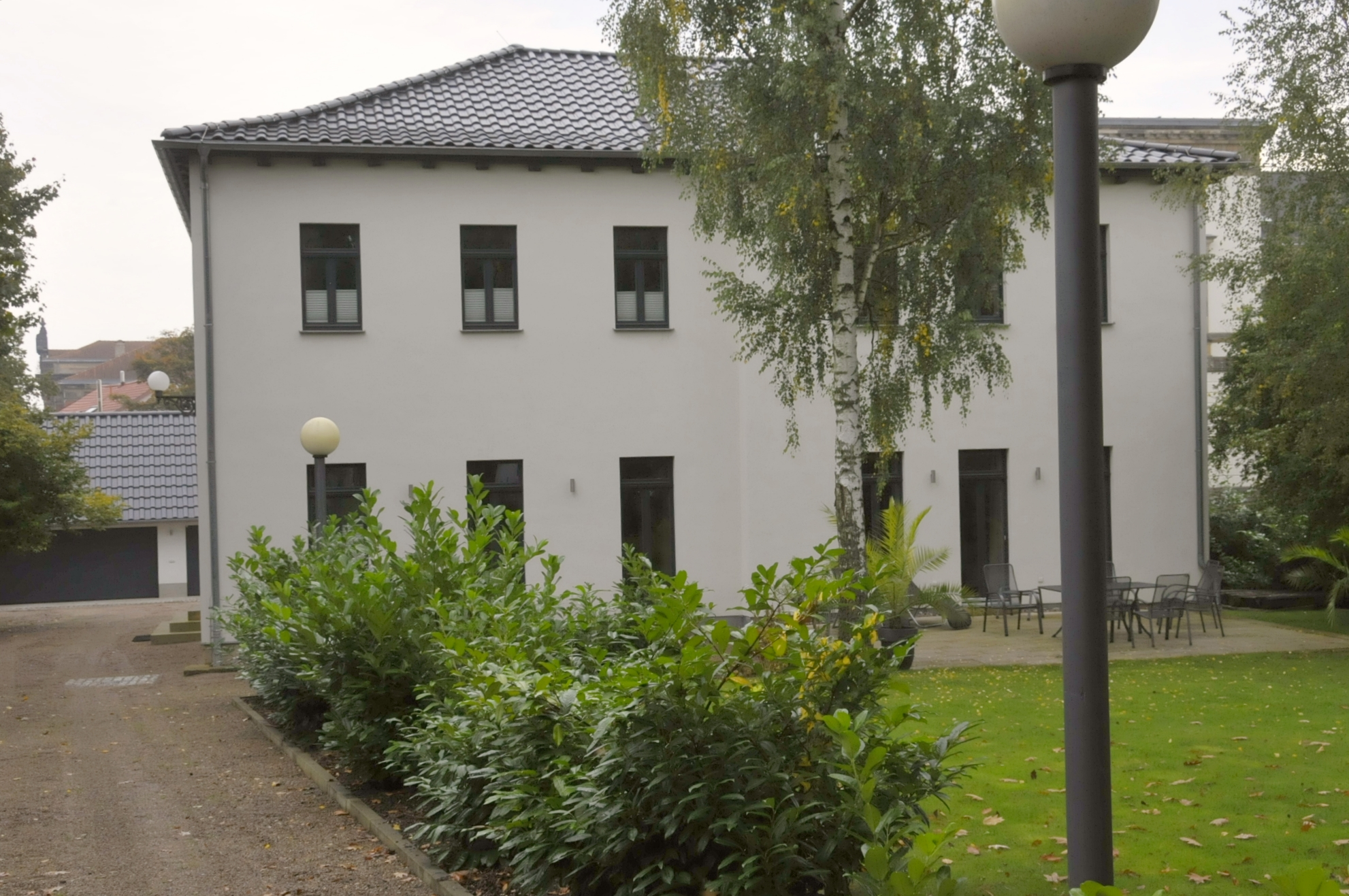
Geburtshaus von Rohwedder in Gotha, Bahnhofstraße

Detlev Karsten Rohwedder (* 16. Oktober 1932 in Gotha; † 1. April 1991 in Düsseldorf-Niederkassel) war ein deutscher Manager und Politiker (SPD). Als Präsident der Treuhandanstalt wurde er in seinem Haus von einem Heckenschützen ermordet. Die linksterroristische Rote Armee Fraktion bekannte sich zur Tat; Täter und Motiv sind unbekannt.

## Leben
Detlev Rohwedder wurde als Sohn des Buchhändlers Ingo Julius Rohwedder (1896–1981) und dessen Frau Elisabeth Rohwedder, geborene Ott (1905–1991), in Gotha geboren. Er besuchte die Grundschule in Berlin und legte 1953 an der Immanuel-Kant-Schule (Rüsselsheim am Main), einem Realgymnasium, das Abitur ab. Anschließend studierte Rohwedder Rechts- und Staatswissenschaften in Hamburg und Mainz, wo er Mitglied der Leipziger Universitäts-Sängerschaft zu St. Pauli in Mainz wurde. 1960 heiratete er die aus Königsberg stammende Hergard Toussaint (1933–2019), die er während des gemeinsamen Jurastudiums kennengelernt hatte. 1961 wurde Detlev Rohwedder zum Dr. jur. promoviert, 1962 absolvierte er sein Assessorexamen. Anschließend wurde er Mitinhaber in einer Treuhand- und Wirtschaftsprüfungsgesellschaft in Düsseldorf. Von 1969 bis 1978 war Rohwedder Staatssekretär der SPD im Bundeswirtschaftsministerium in Bonn, wo er sich unter anderem für den Export westdeutscher Kerntechnik einsetzte.
Im Jahr 1979 wurde er an die Spitze des Dortmunder Stahlkonzerns Hoesch berufen. Dort betrieb er erfolgreich die Sanierung und Neuausrichtung des Unternehmens. Zu der Sanierung gehörte eine Auflösung des Estel-Konzerns, eines seit 1973 bestehenden Zusammenschlusses des niederländischen Stahlproduzenten Hoogovens mit Hoesch. Er brachte ein zukunftsweisendes Konzept für den Fortbestand des Hoesch-Konzerns auf den Weg und wurde dafür 1983 zum Manager des Jahres gewählt. Im Jahr 1985 verlieh der Presseverein Ruhr Rohwedder die Auszeichnung „Eiserner Reinoldus“ (benannt nach dem Schutzpatron der Stadt Dortmund). 1991 erwarb der Krupp-Konzern die Anteilsmehrheit an Hoesch.
Rohwedder wurde am 3. Juli 1990 vom Ministerrat der DDR zum Vorsitzenden der Treuhandanstalt bestimmt; zum 1. Januar 1991 übernahm er das Amt des Präsidenten der Treuhandanstalt, das er bereits seit August 1990 kommissarisch wahrgenommen hatte. Seine Aufgabe war die Sicherung, Neuordnung und Privatisierung des Vermögens der Volkseigenen Betriebe der DDR. Im November 1990 wurde er erneut als Manager des Jahres ausgezeichnet.
Rohwedder war Träger des Bundesverdienstkreuzes und des Verdienstordens des Landes Nordrhein-Westfalen (1990) und gehörte ab 1971 der SPD an.

## Ermordung

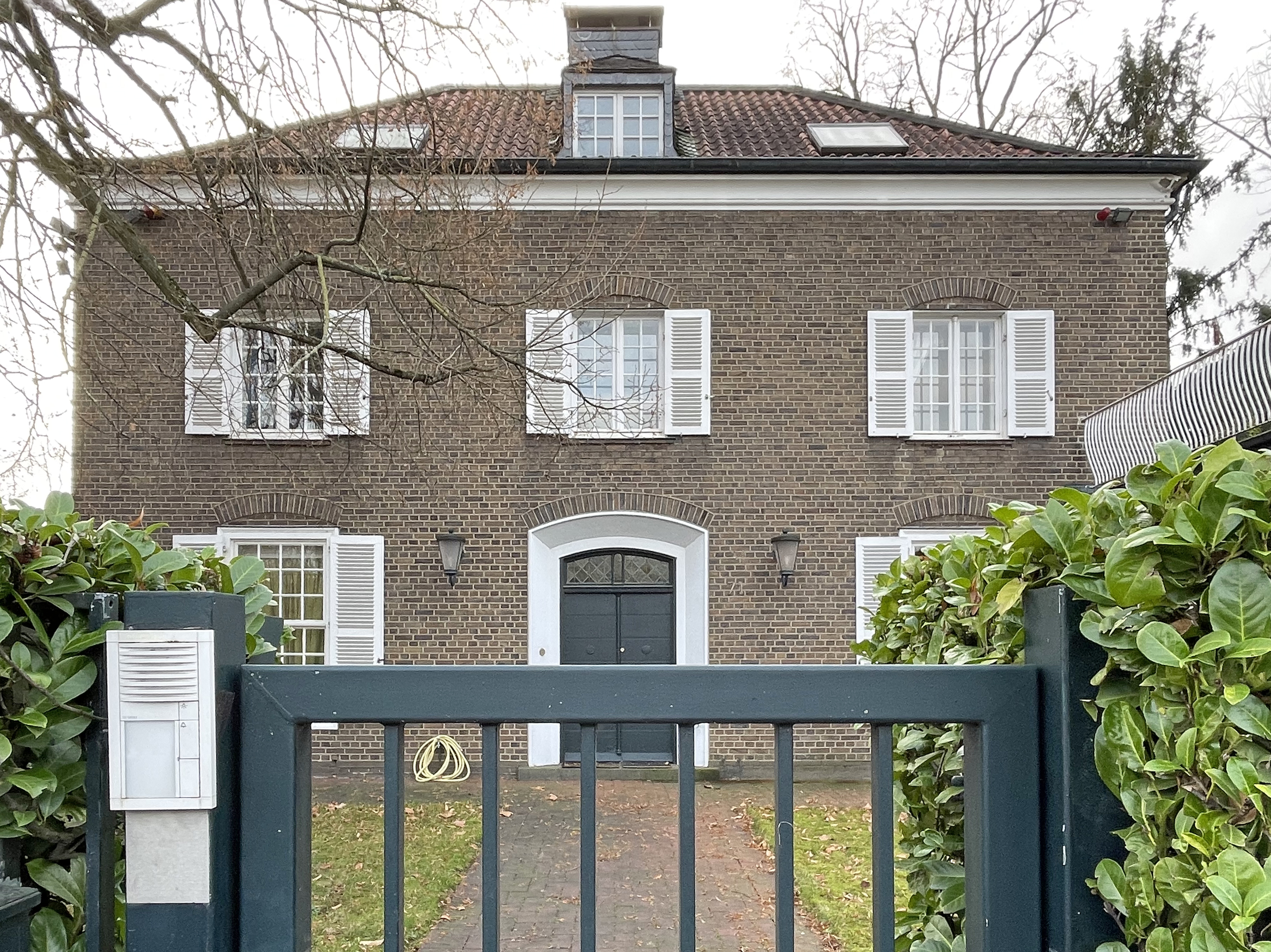
Villa Maximilian, Rohwedders Düsseldorfer Wohnhaus (2023)

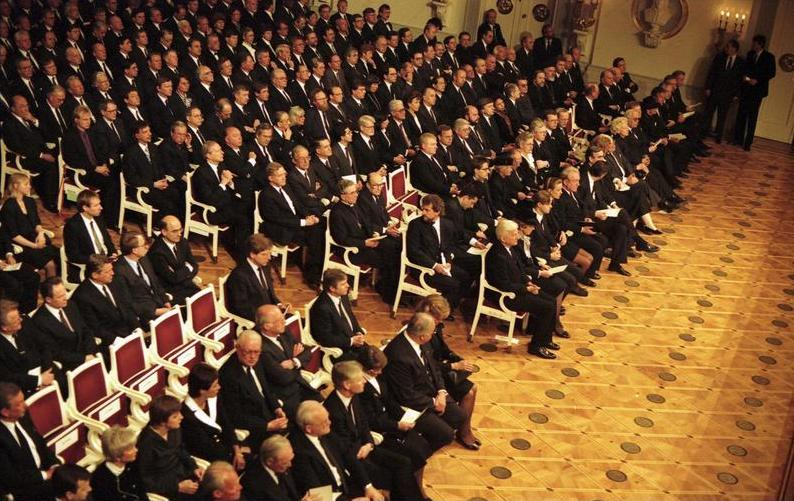
Staatsakt im Schauspielhaus am Gendarmenmarkt in Berlin

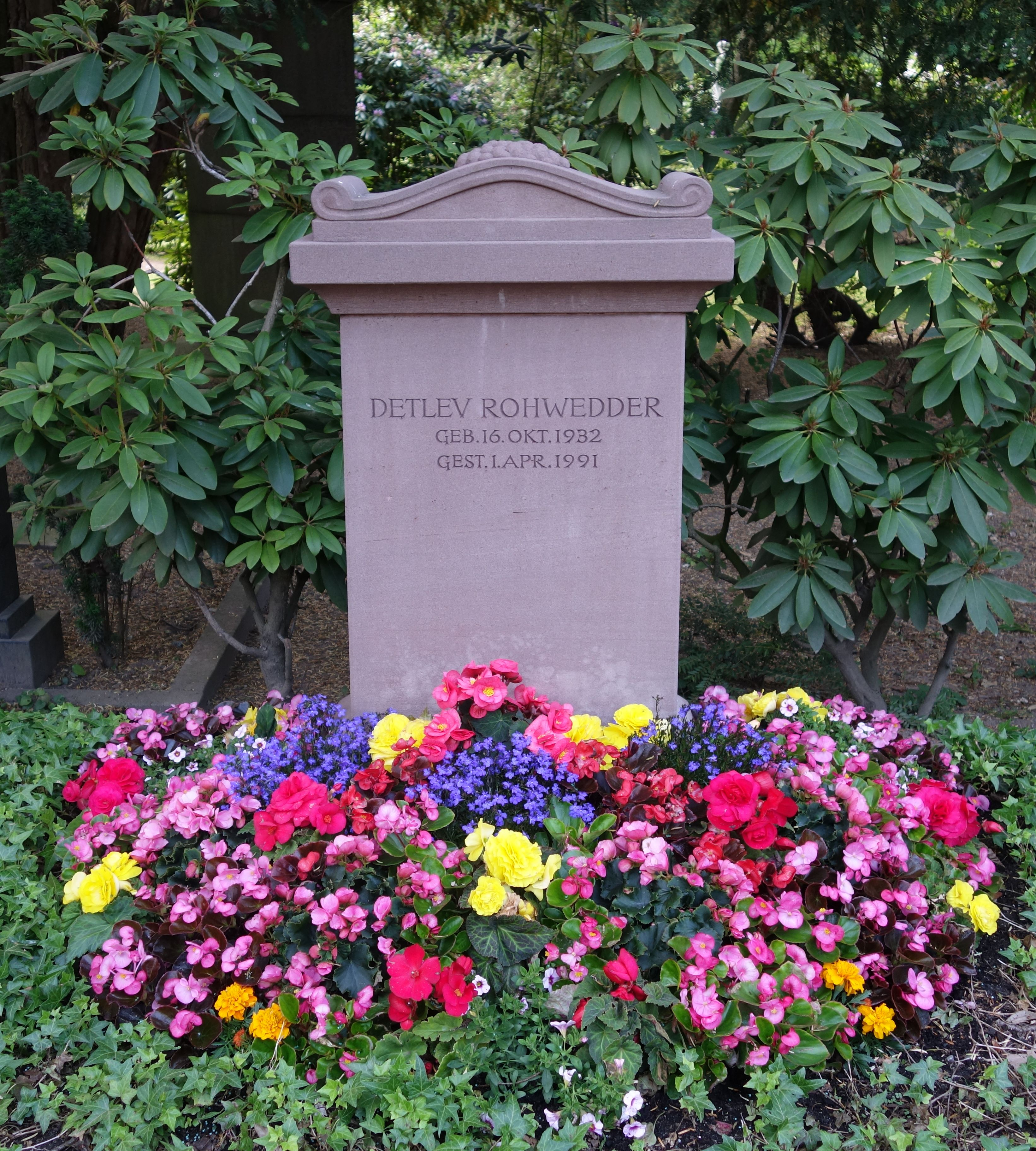
Grab Rohwedders auf dem Düsseldorfer Nordfriedhof

Rohwedders Düsseldorfer Wohnhaus im Stadtteil Niederkassel (Lage) war nur im Erdgeschoss mit Fenstern aus Panzerglas ausgestattet. Er erhielt Morddrohungen. Vier Tage vor dem Anschlag wandte sich Rohwedders Frau Hergard an die Polizei mit der Bitte um verstärkten Polizeischutz, der die Behörden nicht nachkamen. Sie hatte bemerkt, dass in den Tagen vor dem Anschlag nachts das Telefon klingelte, ohne dass sich jemand meldete, und dass Unbekannte nachts an der Haustür geklingelt hätten, ohne dass jemand zu sehen gewesen wäre.
Am Ostermontag, dem 1. April 1991, gegen 23:30 Uhr, wurde Rohwedder durch das Fenster im ersten Stock seines Wohnhauses mit dem ersten von drei Gewehrschüssen getötet. Der zweite Schuss wurde einige Sekunden später abgegeben und verletzte seine Frau am Arm, der dritte traf ein Bücherregal. Die Schüsse wurden aus 63 Metern Entfernung aus einer schräg gegenüberliegenden Schrebergartensiedlung abgegeben, aus einem Selbstladegewehr vom Typ FN FAL im NATO-Standard-Kaliber 7,62 × 51 mm. Der gleiche Waffentyp war auch schon bei einem Anschlag der RAF auf die US-Botschaft im Schloss Deichmannsaue in Bonn am 13. Februar 1991 verwendet worden. Wenige Tage vor dem Attentat waren bei inhaftierten RAF-Terroristen Strategiepapiere gefunden worden, die neue Aktivitäten ankündigten.
Drei Minuten nach den Schüssen löste die Düsseldorfer Polizei eine Großfahndung aus, bei der sie den gesamten Ortsteil Oberkassel, zu dem auch Niederkassel gehört und der größtenteils über Rheinbrücken zu erreichen ist, absperrte, aber Täter und die Tatwaffe wurden nicht gefunden.
Am Tatort fanden sich drei Patronenhülsen, ein Plastikstuhl, ein Handtuch und ein Bekennerschreiben mit der Unterschrift Rote Armee Fraktion Kommando Ulrich Wessel. Der Plastikstuhl diente vermutlich zum Auflegen der Waffe als Unterlage, um auf die Entfernung sicherer zielen zu können. Außerdem wurden ein Feldstecher und drei Zigarettenstummel gefunden.
Der oder die Täter konnten nicht ermittelt werden. 1992 bekannte sich die RAF noch einmal zu dem Mord.
Haarspuren auf dem Handtuch am Tatort konnten durch eine im Jahr 2001 dank neuer Technik möglich gewordene DNA-Analyse laut Bundeskriminalamt zweifelsfrei dem zwischenzeitlich verstorbenen RAF-Mitglied Wolfgang Grams zugeordnet werden. Die Bundesanwaltschaft benannte Grams jedoch nicht als Tatverdächtigen, da sie dieses Indiz als nicht ausreichend bewertete. Die Blutgruppenbestimmung der Zigarettenstummel ergab Blutgruppe A, was nicht zu Grams passte. Die Speichelreste auf den Zigarettenstummeln reichten nur für die Bestimmung der Blutgruppe aus und konnten nicht für eine spätere DNA-Analyse genutzt werden.
Der Rohwedder-Mord ist, wie die anderen acht Morde der dritten RAF-Generation, bis zum heutigen Tag nicht aufgeklärt worden.
In einem Interview im November 2018 äußerte die Witwe Hergard Rohwedder, dass, als sie und ihr Mann am Ostersonntag, dem Tag vor dem Attentat, am Nachmittag nach Hause kamen, auf dem Nebengrundstück ein großes Auto gestanden hätte, in dem ein junges Paar saß. Da es Sonntagnachmittag war und sich in dem Haus eine Anwaltskanzlei befand, vermutete sie, dass es sich um die Attentäter gehandelt haben müsse. Hergard Rohwedder verstarb am 1. Mai 2019.
Aus ihrer Ehe mit Detlev Rohwedder gingen ein Sohn und eine Tochter hervor.

### Erklärungsversuche
Nach Darstellung von Hergard Rohwedder ist von einer Planung und Beteiligung der Stasi auszugehen, da die Treuhand und ihr Mann kurz davor standen, das verschwundene Parteivermögen der SED zu finden. „Eigentlich alle Politiker, die mit der früheren DDR etwas zu tun hatten“, würden davon ausgehen, dass die Stasi den Anschlag geplant habe. Die perfekte Planung spreche auch nach Meinung von Sicherheitsexperten für die Stasi. Der Stasi-Theorie widersprach der Historiker Ilko-Sascha Kowalczuk.

## Ehrungen

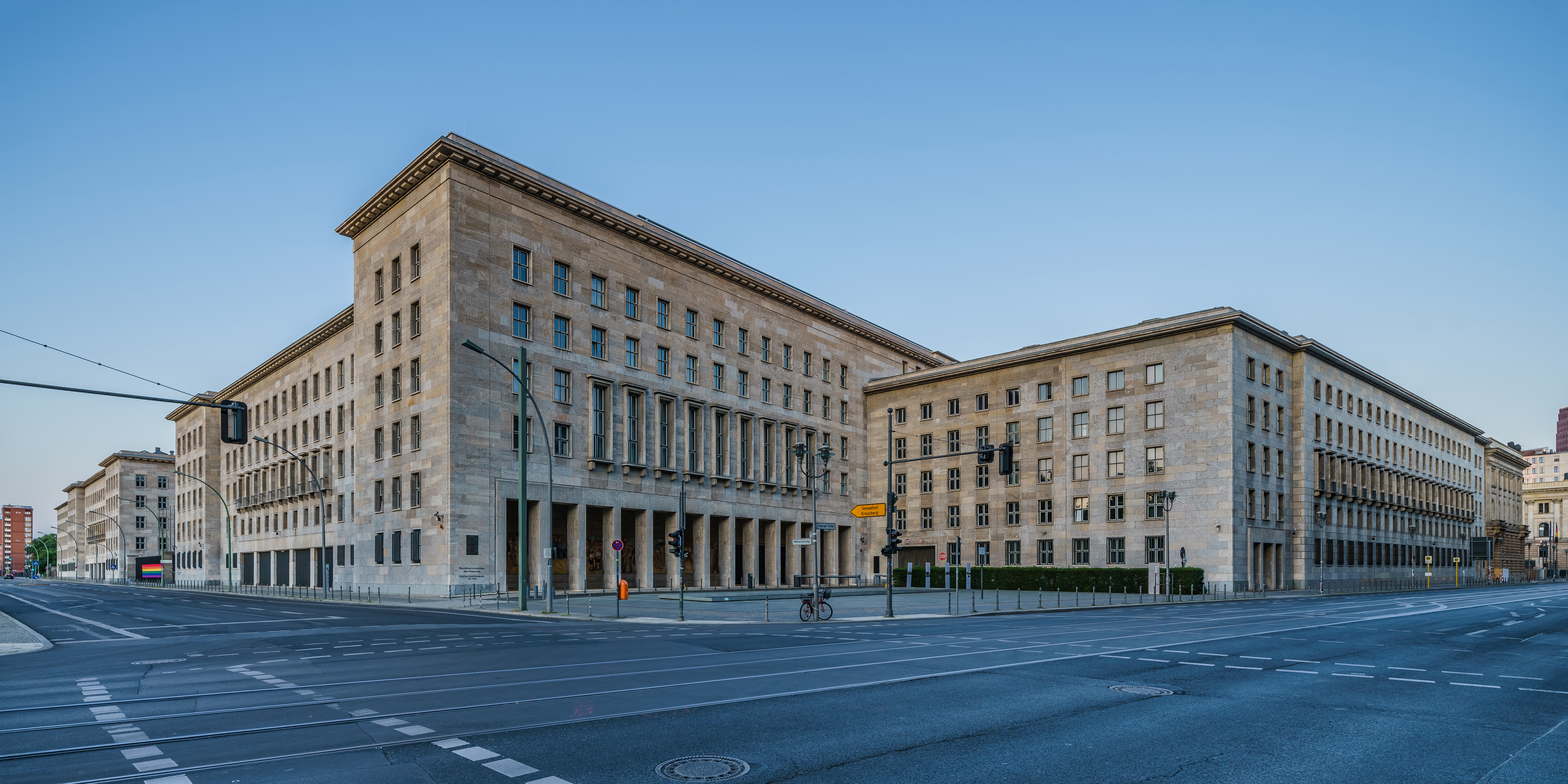
Detlev-Rohwedder-Haus (2019)

Am 10. April 1991 wurde Rohwedder mit einem Trauerstaatsakt in Berlin geehrt, bei dem der Bundespräsident Richard von Weizsäcker, der nordrhein-westfälische Ministerpräsident Johannes Rau und der Vorsitzende des Verwaltungsrates der Treuhandanstalt, Jens Odewald, sprachen.
1992 wurde das ehemalige Gebäude des Reichsluftfahrtministeriums in Berlin, in dem sich in den 1990er Jahren der Sitz der Zentrale der Treuhandanstalt (Ecke Wilhelmstraße 97/Leipziger Straße 5–7) befand, ihm zu Ehren in Detlev-Rohwedder-Haus umbenannt. Seit 1999 ist es Sitz des Bundesministeriums der Finanzen.
1999 wurde der Detlev-Rohwedder-Preis ihm zu Ehren gestiftet. Im Businesspark Niederrhein in Duisburg-Rheinhausen wurde eine Dr.-Detlev-Karsten-Rohwedder-Straße nach ihm benannt.
Richard Schröder regte eine Gedenkveranstaltung zum zehnten Todestag Rohwedders an.

## Zitate
„Rohwedder war ein harter Typ, aber wenn er ja sagte, dann meinte er auch ja.“

„Kaum einer sah von Beginn an die Schwierigkeiten so deutlich wie Rohwedder. Ihm war das gewaltige Ausmaß der notwendigen Umstellungen mit ihrem Zeitbedarf und ihren tief einschneidenden sozialen Wirkungen vollkommen bewußt. Um so kraftvoller bemühte er sich darum, die Menschen materiell und seelisch nicht unter die Räder kommen zu lassen.“

## Film
- Der Mordanschlag. An die Ereignisse um den Rohwedder-Mord angelehnter zweiteiliger Fernsehfilm, ZDF, 2018. Teil 1,  online bis 9. August 2022 Teil 2, online bis 9. August 2022
- Florian Hartung: Der Mordanschlag – Die Dokumentation. ZDF, 2018 (online bis 6. November 2023).
- Rohwedder – Einigkeit und Mord und Freiheit. Eine von Netflix produzierte Doku-Serie, die den Mordfall Rohwedder analysiert und u. a. auf verschiedene Theorien über die Täter eingeht.